# Taslopa montana
Taslopa montana är en insektsart som beskrevs av Evans 1942. Taslopa montana ingår i släktet Taslopa och familjen dvärgstritar. Inga underarter finns listade i Catalogue of Life.